# Sotsugyō M
El fenómeno de Graduación M (卒業Ｍ Sotsugyō M) se inicia con un juego hentai para PC llamado Graduación (卒業 Sotsugyō), creado por Kei Arisugawa, y que ganó un gran éxito.                                                                              
El juego apuntaba a los hombres, ya que se trataba de tener citas con las cinco protagonistas graduadas del secundaria del juego. Este juego produjo series mangas, OVAs, videojuegos... Uno de estos resultados fue Sotsugyo M, una novela por radio emitida en 1995. Se hizo popular, el concepto se extendió y Sotsugyo M se convirtió en una serie propia (compuesta por OVAs, novelas, manga).                                                                              
Gracias a este suceso se crearon dos versiones manga de la serie: Sotsugyo M (por Yukiru Sugisaki para Kadokawa Shoten) y una continuación a la historia, Sotsugyo M+ (por Nishiomi Kyoko para Shōgakukan).
Esta versión a cargo de Yukiru Sugisaki posee una serie de dos OVAs, llamados Graduación M: Nuestro Carnaval (卒業Ｍ: オレ達のカーニバル Sotsugyou M: Oretachi no Kaanibaru). Al estar a cargo de Sugisaki, nunca faltan los elementos shōnen-ai que hacen tan famosa a esta autora.                                                                              
Existen dos videojuegos de Sotsugyo M (cabe aclarar que todos son simuladores de citas): Marriage (del cual existe también un OVA) en el que los personajes de Sotsugyo y Sotsugyo M se enfrentan; Sotsugyo M ~Seito Kaichou no Karei naru Inbou~, un simulador con los personajes de la serie M.                                                                              

## Historia
La historia se enfoca en cinco estudiantes que asisten a la Seiryuu Private Senior High, cada uno de ellos con diferentes personalidades: Shimura Mikimaro, con un carácter infantil, sólo piensa en hacer amigos y en su amado Arai; Syo Nakamoto, el genio de la clase que quiere aprender a tratar bien a la gente; Arai Togo, el infame playboy y chico malo de la escuela; Yuusuke Katou, el activo estudiante enamorado de la profesora; y Shimon Takagiare, el nuevo estudiante con mucho dinero.
Estos estudiantes tendrán que aprender a cooperar para ayudar y uno a uno se abrirán para ayudar a la gente.

## OVAs
Shimura, Arai, Syo, Yuusuke y Shimon son seleccionados por el presidente de su colegio para representar una obra en el festival de graduación.                                                                      

- Datos: Q9079119